# .zm
.zm és el domini de primer nivell territorial (ccTLD) de Zàmbia. Qui registra un domini .zm ha de "tenir presència a Zàmbia".

## Dominis de segon nivell
És obligatori de registrar els dominis al tercer nivell, per sota d'un dels vuit dominis de segon nivell que hi ha:
- ac.zm: Institucions acadèmiques
- co.zm: Entitats comercials
- com.zm: Entitats comercials
- edu.zm: Institucions universitàries
- gov.zm: Govern
- net.zm: Xarxes
- org.zm: Organitzacions no comercials
- sch.zm: Escoles

Aquestes assignacions se suposen segons la pràctica observada i les convencions normatives, perquè ZAMNET (el registre oficial) no publica cap documentació que ho oficialitzi. La major part de les entitats reserven un domini .co.zm o .org.zm.
La sola excepció documentada a la regla de registrar al tercer nivell és que els ISPs registrats"
 poden fer-ho al segon nivell—per exemple, zamnet.zm. Això no obstant, hi ha unes quantes variacions no documentades d'aquesta norma, per exemple, el domini del Bank of Zambia és boz.zm Arxivat 2010-06-21 a Wayback Machine..